# SAMURAI ROCK (吉川晃司のアルバム)
『SAMURAI ROCK』（サムライ・ロック）は吉川晃司の18枚目のスタジオ・アルバム。
2013年4月17日 にワーナーミュージック・ジャパンよりリリースされた。

## 解説
ワーナーミュージック・ジャパン移籍後初、吉川晃司が発足したSAMURAI ROCKレーベルでの初のアルバム。通常盤と初回限定盤の2形態で発売。初回限定盤はスリーブジャケット仕様、そしてDVD及びオリジナルのサバイバル・コールが付属。

## 収録曲

### CD
- サウンド・プロデュース：菅原弘明
- 全曲（特記以外） 作曲：吉川晃司

1. 覚醒（Instrumental）
  - 作曲：吉川晃司・菅原弘明
2. DA DA DA
  - 作詞：吉川晃司・松井五郎・Jam
3. DO the JOY
  - 作詞：吉川晃司・Jam
4. I'm Yes Man
  - 作詞：Jam
5. Lovely Mary
  - 作詞：松井五郎
  - 大黒摩季がコーラスで参加。
  - 初期のライブでのサポートバンド「PaPa」のメンバー、笠原敏幸と椎野恭一が参加。
6. FIRE
  - 作詞：松井五郎
  - 5曲目に続き、笠原敏幸と椎野恭一が参加。
7. Nobody's Perfect
  - 作詞：松井五郎／作曲：鳴海荘吉
  - 吉川が鳴海荘吉名義でリリースした楽曲の別アレンジ・リテイク・ヴァージョン。
8. SAMURAI ROCK
  - 作詞：吉川晃司・Jam
  - JSPORTSが制作する2017年のWBC中継テーマに使用。
9. HEART∞BREAKER
  - 作詞：大黒摩季
  - 大黒摩季とのユニット"DaiKichi 〜大吉〜"としてリリースした曲をセルフカバー。
  - 大黒はコーラスで参加。
10. 絶世の美女
  - 作詞：吉川晃司・松井五郎・Jam／作曲：吉川晃司・菅原弘明
  - アウトロの頭の辺りで台詞が入る。
11. survival CALL
  - 作詞：吉川晃司・松井五郎

### DVD（初回限定盤）
1. 地下室のメロディ
レコーディングなどアルバム作成時のメイキング映像

## 参加ミュージシャン
- 吉川晃司 - ボーカル、 ギター（1-10)、ギターソロ (3,4,5,10)
- 大黒摩季 - コーラス（5,9）
- 菊地英昭 - ギター（7）、ギターソロ (6,8,9)
- 伊藤可久 - ギター（11）
- 小池ヒロミチ - ベース（4,7-10）
- ウエノコウジ - ベース（2,3）
- 笠原敏幸 - ベース （5,6）
- ホッピー神山 - キーボード（2-9）
- 矢代恒彦 - キーボード（10,11）
- 菅沼孝三 - ドラムス（8）
- 椎野恭一 - ドラムス（5,6）
- 青山英樹 - ドラムス（4,10）
- 坂東慧 - ドラムス（2,3,7,9）
- 菅原弘明 -  プログラミング （1）
- 谷中敦 - バリトンサックス（6）
- 山本拓夫 -  テナーサックス（5,6）
- 西村浩二 -  トランペット（5）
- 村田陽一 - トロンボーン（5）
- Moment String Quartet - ストリングス（1）